# Sauli Niinistö
Sauli Väinämö Niinistö (Salo, 24 augustus 1948) is een Fins jurist en politicus. Van 2012 tot 2024 was hij de twaalfde president van Finland.

## Biografie
Hij is lid van de Nationale Coalitiepartij. Hij was minister van Financiën van 1996 tot 2003 en de kandidaat voor de Nationale Coalitiepartij tijdens de Finse presidentsverkiezingen in 2006 en 2012. Niinistö was voorzitter van het Finse parlement van 2007 tot 2011. Sinds 2002 is Niinistö ere-voorzitter van de Europese Volkspartij. Niinistö was tot 2012 ook voorzitter van de Finse voetbalbond. Hij werd op 14 oktober van dat jaar opgevolgd door oud-doelman en -international Pertti Alaja.
Op 5 februari 2012 werd hij verkozen tot de 12e president van Finland. Op 1 maart 2012 werd Niinistö beëdigd als opvolger van Tarja Halonen.
Kaarlo Juho Ståhlberg · Lauri Kristian Relander · Pehr Evind Svinhufvud · Kyösti Kallio · Risto Ryti · Carl Gustaf Mannerheim · Juho Kusti Paasikivi · Urho Kekkonen · Mauno Koivisto · Martti Ahtisaari · Tarja Halonen · Sauli Niinistö
- Gemeinsame Normdatei: 1112351485
- International Standard Name Identifier: 0000 0000 5506 845X
- Library of Congress Control Number: nb2009003011
- Nationale Bibliotheek van Polen: a0000003694666
- Virtual International Authority File: 78888555
- WorldCat: E39PBJjmVDW4XCJ7kwBxqgdhHC